# Elvis! Elvis!
Elvis! Elvis! är en barnbok från 1973 av den svenska författaren Maria Gripe med illustrationer av Harald Gripe.
Elvis! Elvis! är den andra boken av fem i serien om pojken Elvis, vilken avslutades 1979. I denna bok har det blivit dags för Elvis att börja i skolan. Detta blir problematiskt och en skolpsykolog bestämmer efter en kort tid att han skall sluta skolan och vänta ett år eftersom han inte anses vara skolmogen. Elvis har dock blivit god vän med flickan Annarosa som hamnat i samma klass och han vill därför börja i skolan igen, något som också sker. Elvis mamma får emellertid veta att han umgås med Annarosa och hennes familj. Detta gör Elvis mamma upprörd eftersom hon fått höra att de är "dåligt folk". Samtidigt börjar julen närma sig. 
Elvis! Elvis! låg tillsammans med Elvis Karlsson (1972) till grund för Kay Pollaks film "Elvis! Elvis!" (1977).